# Аржи (Рона — Альпы)
Аржи́ (фр. Argis) — коммуна во Франции, находится в регионе Рона — Альпы. Департамент — Эн. Входит в состав кантона Сен-Рамбер-ан-Бюже. Округ коммуны — Белле.
Код INSEE коммуны — 01017.

## География
Коммуна расположена приблизительно в 410 км к юго-востоку от Парижа, в 55 км восточнее Лиона, в 37 км к юго-востоку от Бурк-ан-Бреса.
По территории коммуны протекает река Альбарен.

## Климат
Климат полуконтинентальный с холодной зимой и тёплым летом. Дожди бывают нечасто, в основном летом.

## Население
Население коммуны на 2018 год составляло 439 человек.
| 1962 | 1968 | 1975 | 1982 | 1990 | 1999 | 2010 | 2018 |
| ---- | ---- | ---- | ---- | ---- | ---- | ---- | ---- |
| 620  | 582  | 479  | 447  | 405  | 389  | 421  | 439  |

## Администрация
| Период | Период | Фамилия           | Партия | Примечания |
| ------ | ------ | ----------------- | ------ | ---------- |
| 1944   | 1959   | Луи Дилланшнайдер |        |            |
| 1959   | 1974   | Луи Роншай        |        |            |
| 1974   | 1974   | Жан Реверди       |        |            |
| 1974   | 1999   | Андре Олье        |        |            |
| 1999   | 2001   | Жан-Клод Маркис   |        |            |
| 2001   | 2020   | Марсель Шеве      |        |            |

## Экономика
В 2010 году среди 259 человек трудоспособного возраста (15—64 лет) 192 были экономически активными, 67 — неактивными (показатель активности — 74,1 %, в 1999 году было 56,3 %). Из 192 активных жителей работали 167 человек (91 мужчина и 76 женщин), безработных было 25 (8 мужчин и 17 женщин). Среди 67 неактивных 16 человек были учениками или студентами, 32 — пенсионерами, 19 были неактивными по другим причинам.

## Фотогалерея

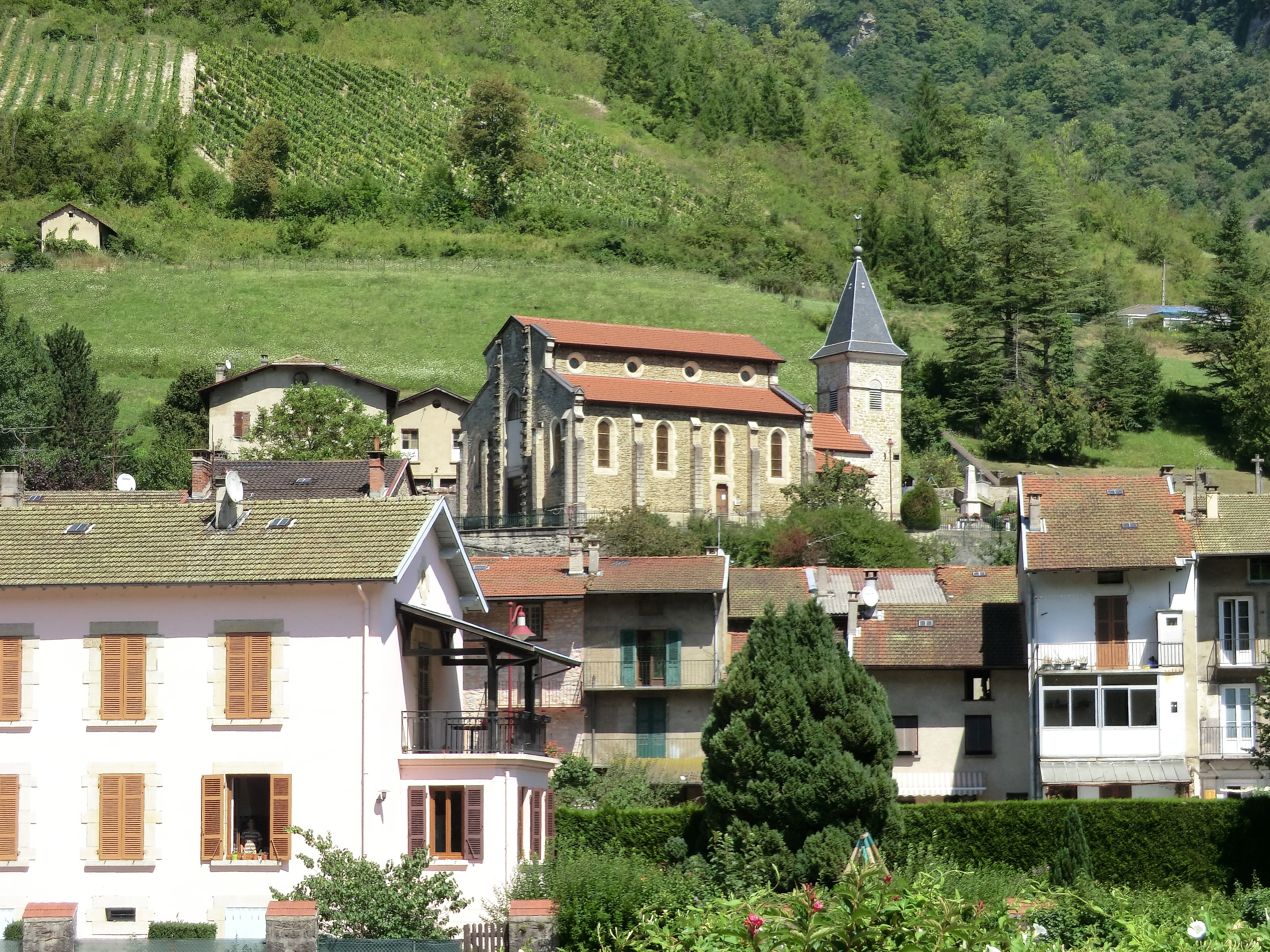
Аржи
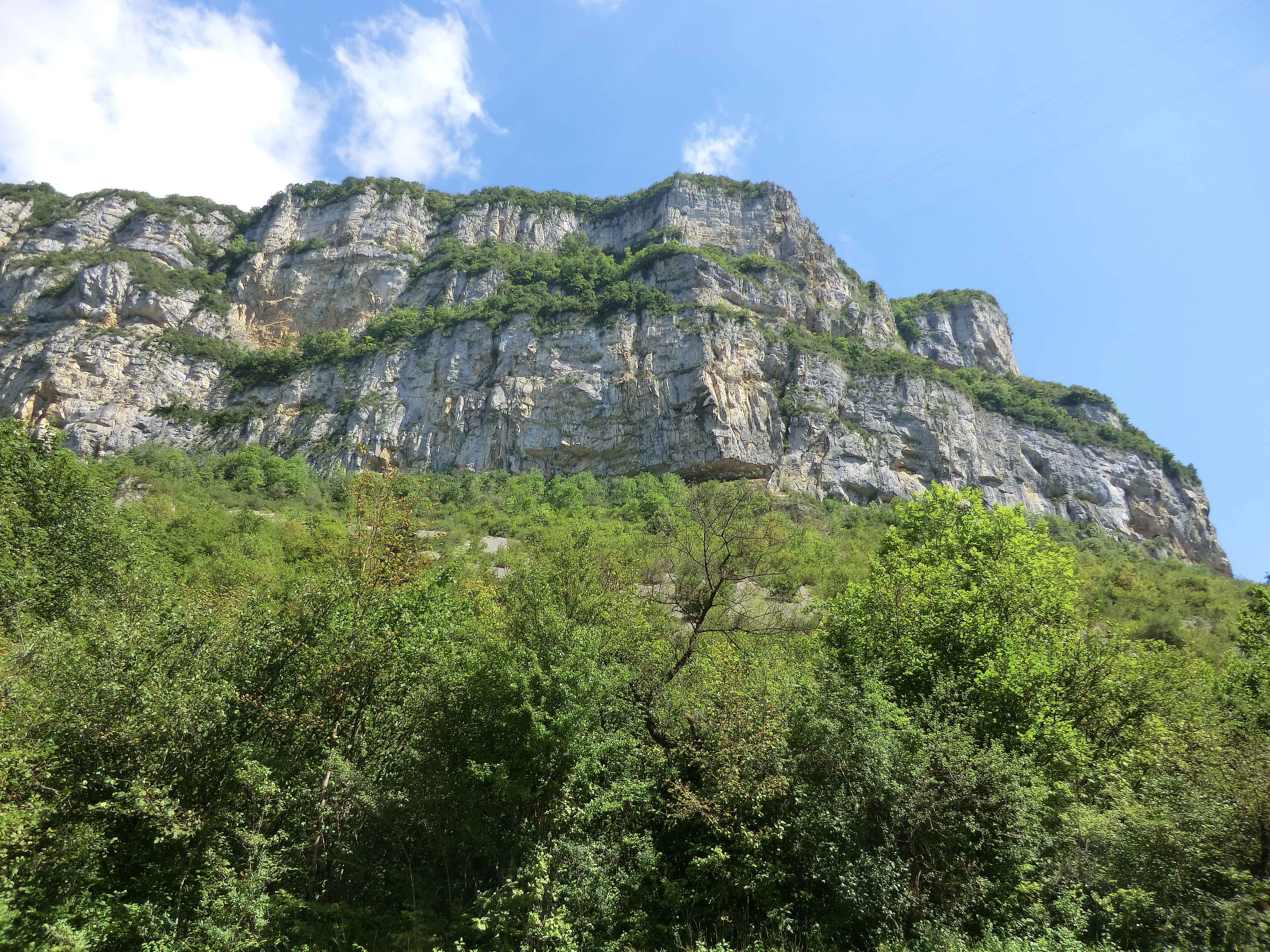
Аржи
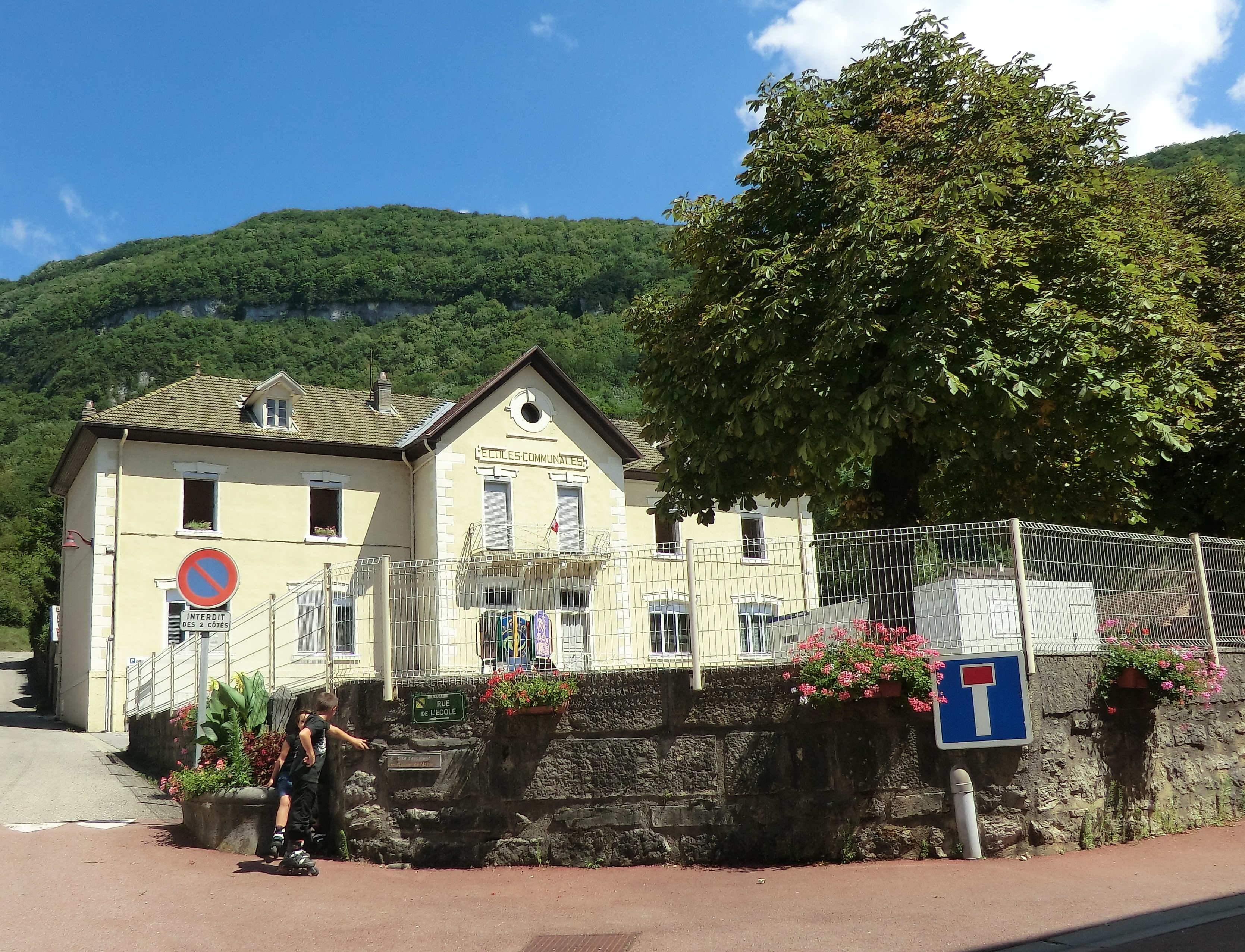
Школа
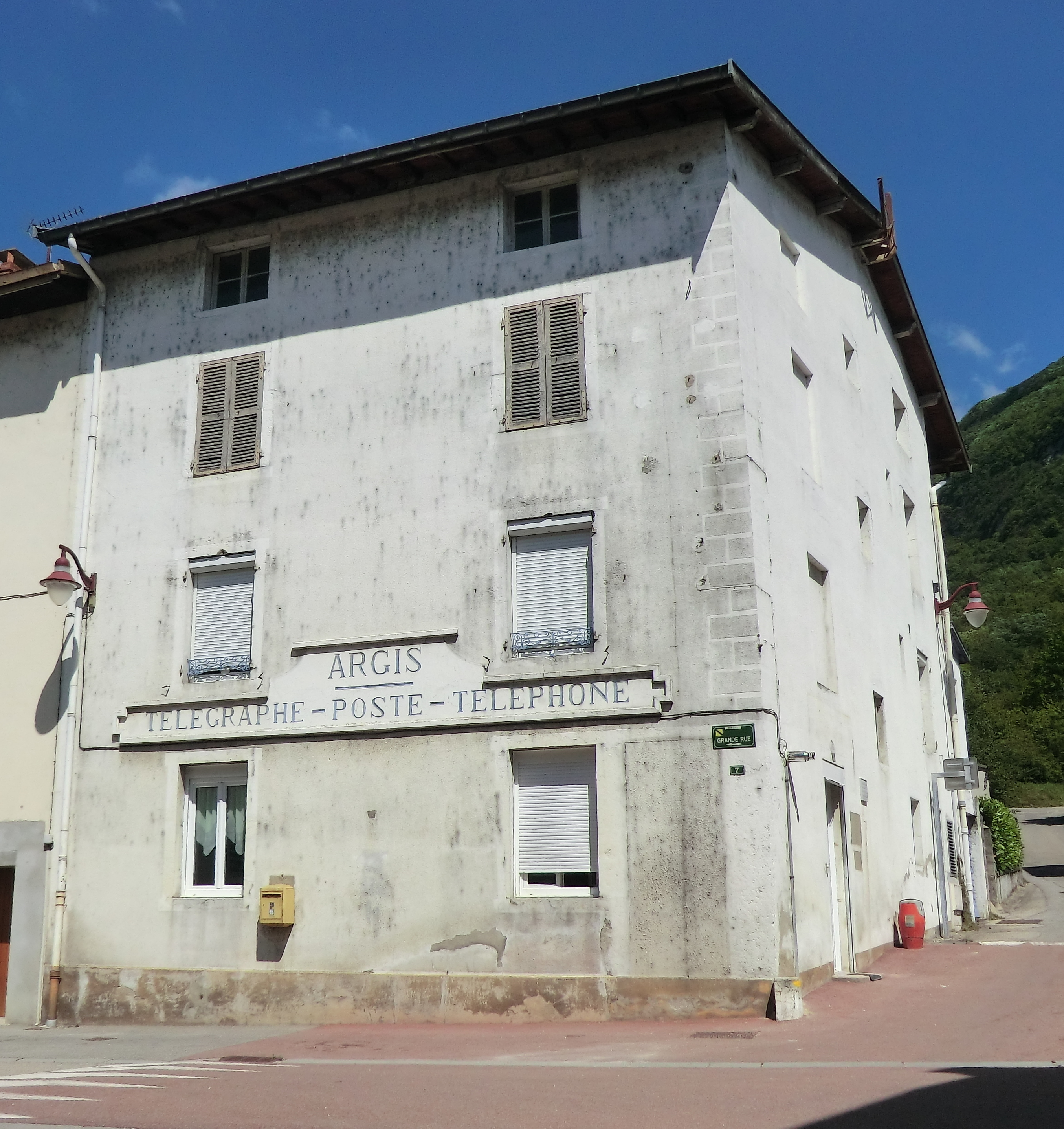
Бывший почтамт
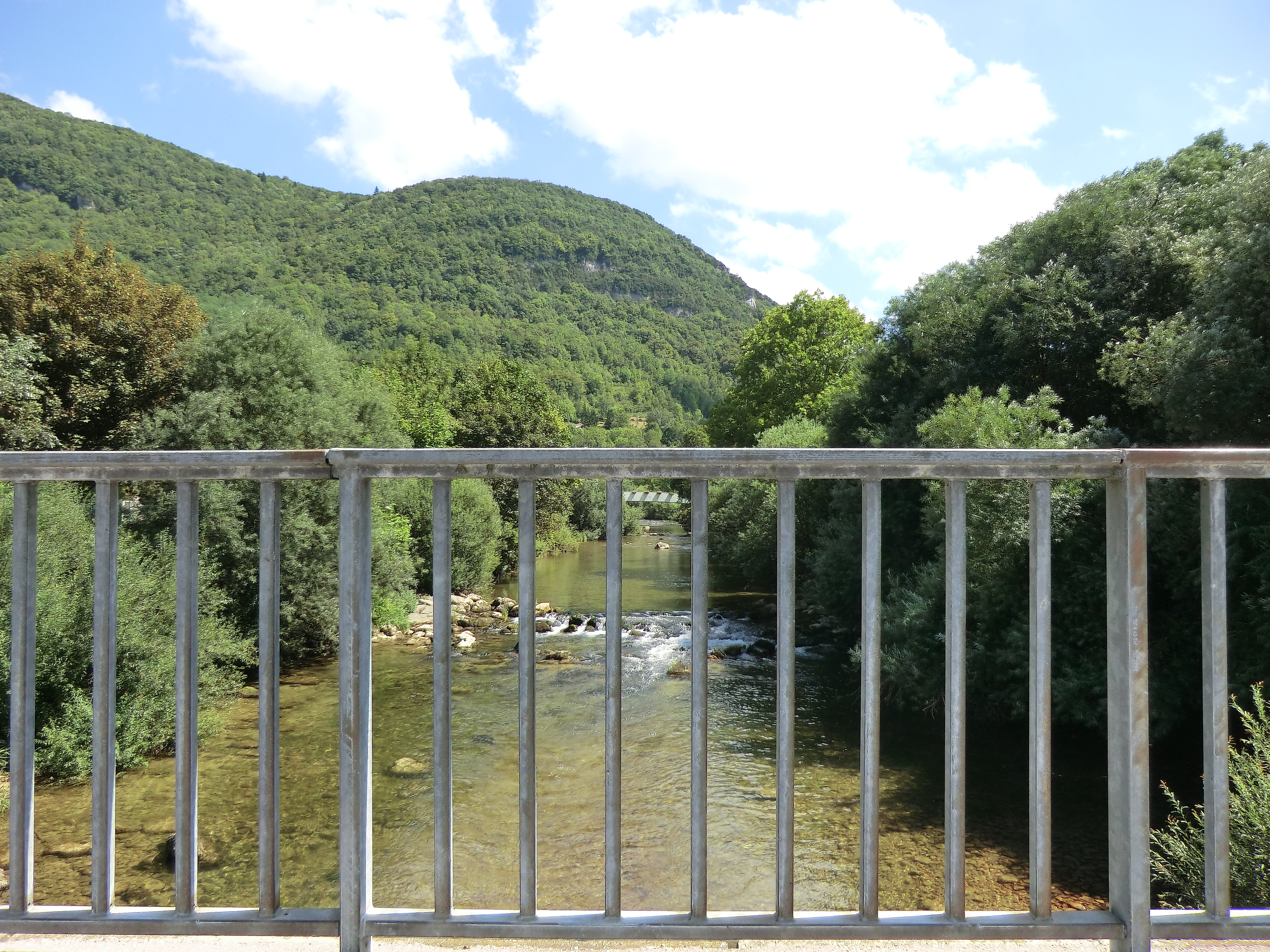
Река Альбарен